# 和平

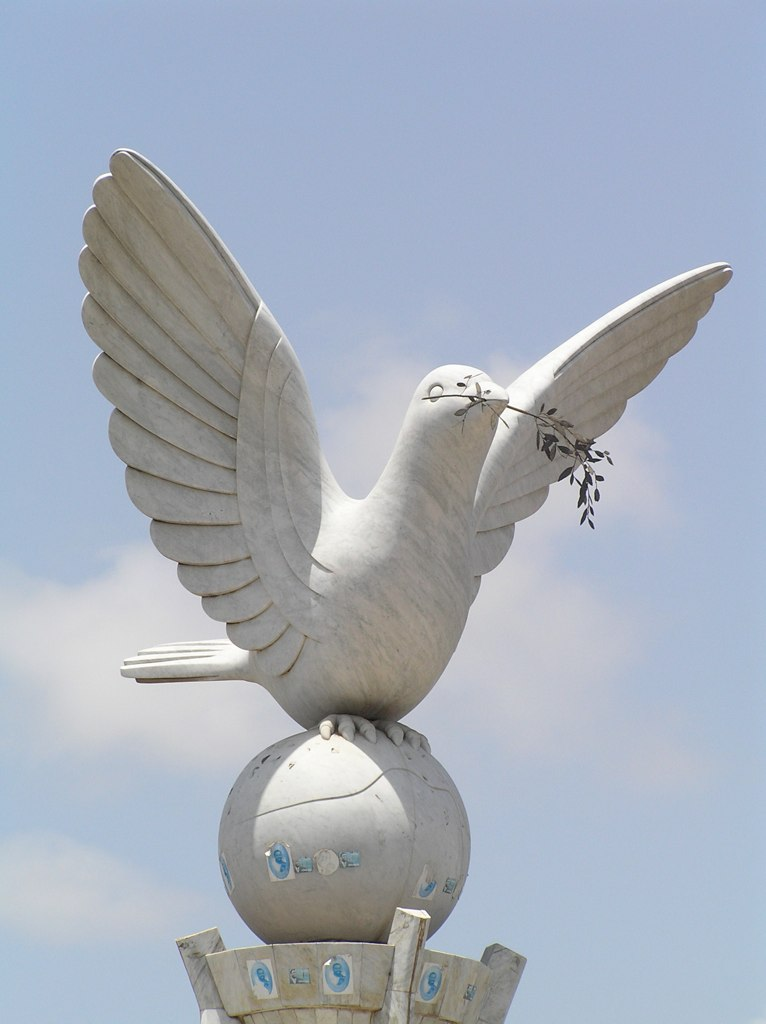
和平鸽塑像，位于多哥洛美

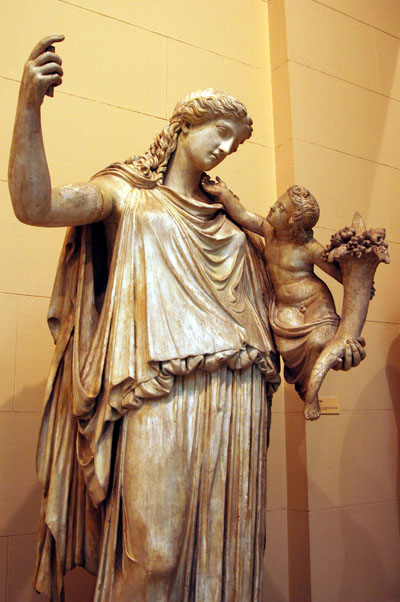
古希腊神话中的和平女神厄瑞涅与其子普路托斯

和平通常指沒有戰爭或沒有其它敌视他人行为的狀態，也用来形容人的不激動或安靜。和平一般會解讀為沒有敵意及报复，誠摯的想要化解衝突、有健康的人際關係或國際關係學等。
通常，维持国家关系之间的和平状态是多数人或组织的企盼，尤其是类似联合国这类国际组织，所有的文化都注重和平，和平是普世價值之一，盡管人際衝突普遍存在於所有文化當中，是普世人性的一部分。和平可以是自发性的，政治鼓动者可以避免过于激动；和平也可以是强制性的，例如用强制手段抑止那些引起不和平之人的行为。

## 起源
和平一詞的英文peace起源於盎格鲁法文的pes及古法文的pais，意思是「和平、和解、安靜、协议」。不過Pes來自拉丁文pax，意思是「和平、协议、和平和平，安宁的协定，安宁，没有敌意，和谐」。英文自1300年起翻譯希伯來文的平安（希伯來語：שָׁלוֹם），變成日常打招呼的用語，根據猶太教的神學，這個詞是源自一個意思是和解的動詞。。雖然其一般的翻譯是和平，但這是不完整的翻釋，這個詞和阿拉伯文salaam一様，除了和平還有其他的含意，包括正義、健康、安寧、繁荣、平等、安全、好運及友誼。在個人層面上，和平的行為是善良、体贴、公正等。
在許多語言中，peace一詞常用作打招呼的用語．例如夏威夷的Aloha。英文中peace偶爾會用來問候，像希望逝者永享安寧會用「rest in peace」（息止安所，安息）。

## 宗教信仰和和平

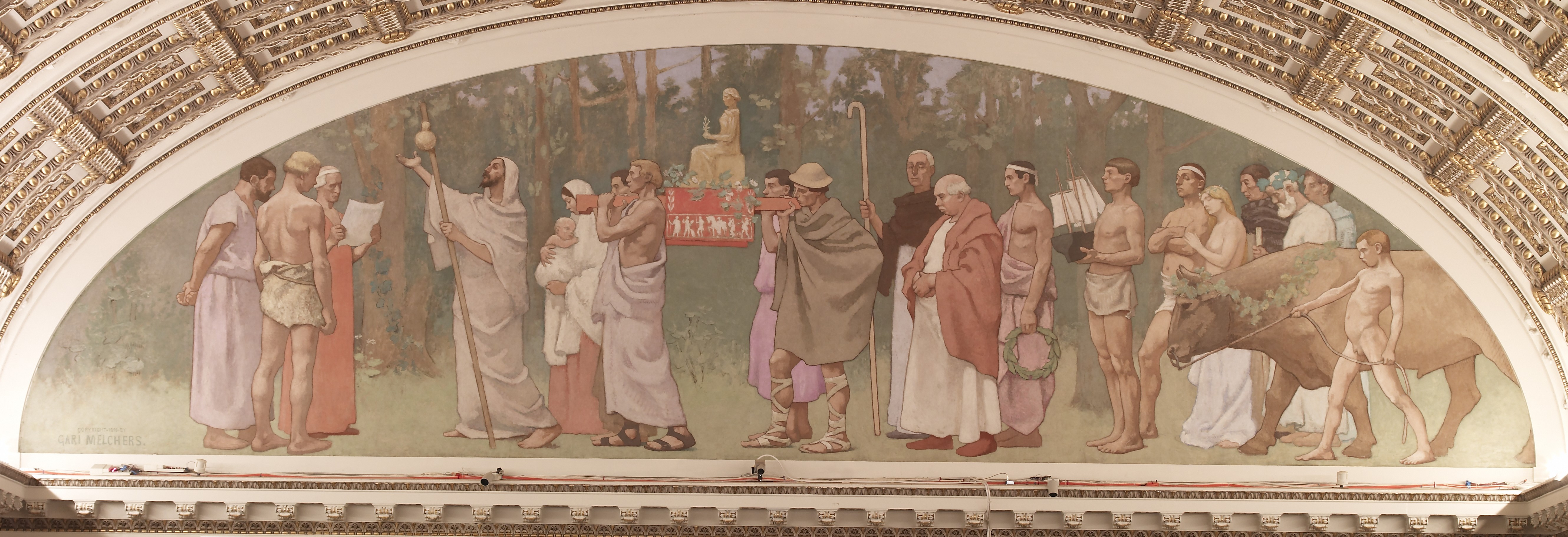
1896年，由Gari Melchers畫的和平壁畫

宗教信仰常常試圖要找出並解決人類生活的根本問題，也包括人和社會之間的矛盾衝突。
在舊約聖經以賽亞書9章6節中曾提到：「因有一嬰孩為我們而生......。他名稱為奇妙、策士、全能的神、永在的父、和平的君。」一般認為這是預言耶穌，基督徒也稱耶穌為彌賽亞及基督，且認為耶穌會再來，建立神的國，其中有平安，而人、社會及所有生物都不再為惡。
佛教認為只要所有的苦結束，就會有和平，其中主要的煩惱來自貪、嗔、痴三毒。佛教徒為了消除苦難，達到個人的和平，需遵守四諦，也就是佛教哲學的中心思想。

### 內在和平
內在和平是指在心理上及靈性上的和平，有足夠的知識及了解可以讓自身在面對不順利或是壓力時仍可以堅強。這處的和平是指健康的稳态，和壓力及焦慮相反，心中的和平一般也和幸福和快樂有關。
和平的心、平靜和安寧是一個不受壓力影響的心境的描述。一些文化認為可以用一些訓練及啟蒙讓人的心得以平靜，例如祈禱、靜坐、太極拳或瑜伽等。許多靈性的練習將此視為瞭解自身的一種經歷。尋找內在平靜有時會和佛教、印度教及新時代運動有關。銳舞的精神主張PLUR中，第一個字就代表和平。

### 真理堅固
真理堅固（satyāgraha）是由圣雄甘地提出的非暴力抵抗哲學，甘地以此思想推動印度獨立運動，早期在南非時也以此推動公民權利運動。
真理堅固（satyagraha）一詞是在甘地在南非發行的報紙「印度獨立報」中透過公開徵求而產生的，甘地在提到對於衝突的非暴力處理時，他發現常用的印度語及英文中都沒有一個字可以完整表示他的理念及意圖，因此公開徵求大家的建議。甘地的自傳中提到，獲選的人是Maganlal Gandhi（和甘地應該沒有關係），他提出了sadagraha，甘地改為satyagraha。
真理堅固哲學也影響了美國的马丁·路德·金及其發起的非裔美國人民權運動。真理堅固哲學將手段和目的視為是不可分割的，因此若要利用暴力來達到和平，是矛盾的。甘地曾提到：「有人說，手段畢竟只是手段，我認為，手段就是一切，因此手段如何，結果也會如何......。」有一句當代的話可作為以上的總結「沒有通往和平的路，和平就是道路。」（There is no way to peace; peace is the way.） ，一般認為這是甘地說的，但也有人認為是A. J. Muste說的。

## 長期的和平
目前仍存在的國家中，維持最長和平時期的是瑞典，自1814年拿破崙戰爭，割讓大部份土地給俄羅斯，後來至今都是和平狀態，已有211年。瑞典的和平一部份可以用其地理位置來解釋，也和在平時不參與軍事聯盟，因此戰時形成的瑞典中立有關，但也和像不列颠治世（1815-1914）、歐羅巴和平、美利堅治世（1950年代後）有關。
其他長期的和平時期有：
- 日本1603至1868年孤立主義的江戶時代（江戶幕府），共250年
- 700年至950年在可薩汗國的可薩和平，共250年
- 羅馬帝國的罗马治世，持續190年，從帝國建立至206年

## 組織與獎項

### 聯合國
聯合國（常以英文縮寫表示）是一個由主權國家組成的國際組織，致力於促進各國在國際法、國際安全、經濟發展、社會進步、人權及實現世界和平方面的合作。聯合國成立於第二次世界大戰結束後的1945年，用以取代國際聯盟，去阻止戰爭並為各國提供對話平臺。聯合國下設了許多附屬機構以實現其宗旨。
到2012年為止，聯合國共193個成員國，包括除梵蒂岡城國以外所有得到國際承認的主權國家。在聯合國遍及世界的辦事處中，聯合國及其專門機構通過全年舉行定期會議來決定實體和行政議題。聯合國由六大主要機構組成：聯大（主要的審議機構）、安理會（以決定對和平與安全的某些決議）、經濟及社會理事會（以協助促進國際經濟和社會的合作和發展）、秘書處（為聯合國提供所需的研究、資訊和設施）、國際法院（主要的司法機構）以及聯合國託管理事會（當前不活躍）。其他重要的聯合國機構還有世界衛生組織（WHO）、世界糧食計畫署（WFP）和聯合國兒童基金會（UNICEF）。聯合國的行政首長是聯合國秘書長，當前由葡萄牙的古特雷斯擔任。聯合國的經費由會員國分攤和自願捐贈。聯合國有6種官方語言，分別為：阿拉伯文、中文、英文、法文、俄文、西班牙文。

#### 國際聯盟
國際聯盟是在聯合國之前的大型國際組織，是在第一次世界大戰後，在伍德罗·威尔逊及許多理想主義者的鼓吹下，在巴黎和会中成立。凡爾賽條約中包括了建立國際聯盟，在第二次世界大戰之後結束，由聯合國取代。在1920年代各國對國際聯盟抱以厚望，但後來無法處理德國、義大利及日本的挑戰。
國際聯盟在第一次世界大戰後成立，而當時也出現了許多致力研究國際關係的機構，例如位在紐約的美国外交关系协会及位在倫敦的漆咸樓（皇家國際事務研究所），同時國際關係的研究也開始學術化。

### 諾貝爾和平獎

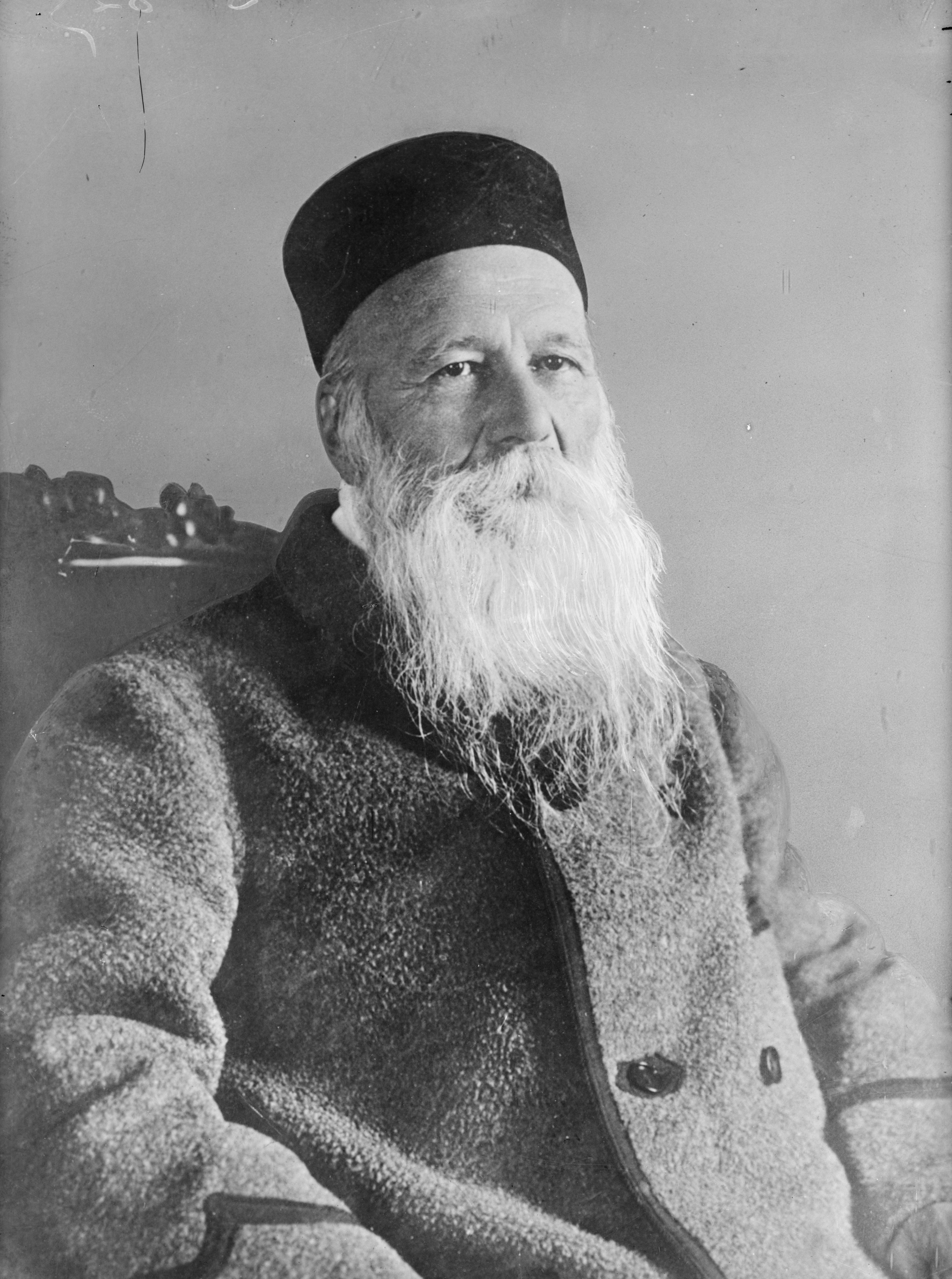
創建國際紅十字會的亨利·杜南被授予有史以來第一次的諾貝爾和平獎.

諾貝爾和平獎（挪威語：Nobels fredspris），是由瑞典發明家阿爾弗雷德·諾貝爾於1895年所創立的五個諾貝爾獎中之一，由挪威諾貝爾委員會選出得主，每年12月10日（諾貝爾逝世紀念日）頒發。與其他在瑞典斯德哥爾摩頒發四個獎項不同，諾貝爾和平獎頒獎典禮是在挪威首都奥斯陸舉行，由挪威諾貝爾委員會主席頒獎，挪威國王監禮。挪威諾貝爾委員會則是由五位評審委員組成，成員由挪威議會任命。
根据诺贝尔的遗嘱，評選諾貝爾和平奖得主的宗旨是表彰「為促進民族國家團結友好、取消或裁減軍備以及為和平會議的組織和宣傳盡到最大努力或作出最大貢獻的人」。不过该奖项也可以授予符合获奖条件的机构与组织。基本上，諾貝爾和平奖是对當年全球境况，尤其是危机方面境况的一种反映。第一屆諾貝爾和平獎於1901年舉行，得主是瓊·亨利·杜南與弗雷德里克·帕西。
和平獎的得主可以獲得一枚勳章、一張獎狀及一筆獎金。1901年，瓊·亨利·杜南與弗雷德里克·帕西共同獲得了150,782瑞典克朗的獎金，直到2008年頒發給芬蘭人馬爾蒂·阿赫蒂薩里時，獎金調整為1000萬克朗（略多於100萬歐元或140萬美元）。

### 學生和平獎
学生和平奖是一项授予对促进和平及人权做出杰出贡献的学生或学生组织的奖项，每两年颁发一次。该奖项以所有挪威学生的名义颁发，并由学生和平奖在挪威特隆赫姆的秘书处监管。和平奖秘书处任命一个由挪威各高等学府的代表所组成的国家提名委员会以及一个独立的和平奖委员会来评选奖项。颁奖仪式在特隆赫姆国际学生节(ISFiT)期间举行。

## 運動
- 英国核裁军运动标志----和平符号（英語：peace sign）
- 意大利和平行走（英语：Peace walk）运动中诞生的和平旗

### 和平運動

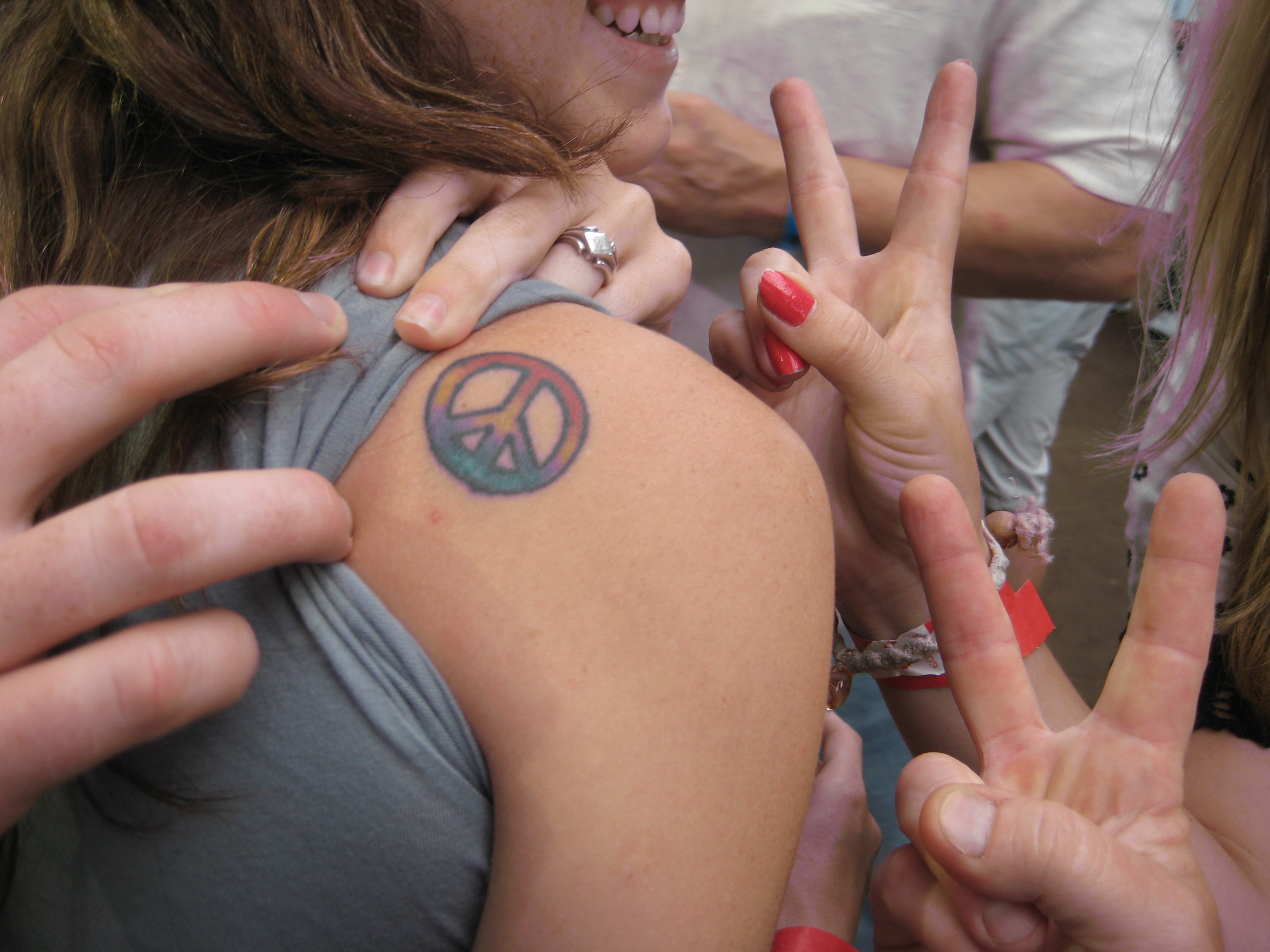
和平刺青及和平手勢

和平運動是一個社會運動，其目的在結束某一特定的戰爭（或是所有戰爭），或者是減少某一區域中（或所有情形下）人与人之间的暴力衝突，一般其目的也會和世界和平有關。和平運動的內容一般包括和平主义、非暴力抵抗、外交、杯葛、良知消费、支持反戰的候選人、示威及游说集团立法等。

## 和平紀念碑
以下是一些和平紀念碑：
| 名稱                    | 位置                         | 組織                   | 意義 | 圖片 |
| ----------------------- | ---------------------------- | ---------------------- | --- | ---- |
| 日本和平鐘              | 美國紐約市                   | 聯合國                 | 世界和平 |      |
| 時間噴泉                | 美國芝加哥                   | 芝加哥公園區           | 100年美國和英國之間的和平 |      |
| 多倫多和平紀念碑        | 加拿大多倫多                 | 安大略省省級法院       | 紀念一戰、二戰和韓戰陣亡者 |      |
| 廣島和平紀念碑          | 日本廣島                     | 聯合國教科文組織       | 紀念廣島與長崎原子彈爆炸傷亡者 |      |
| 國際和平公園            | 北達科他州馬尼托巴           | 非營利組織             | 美國和加拿大之間的和平，世界和平 |      |
| 和平拱門                | 靠近加拿大卑詩省的素里       | 非營利組織             | 紀念在1814年簽署根特條約後，英國和美國100年的和平 |      |
| 歐洲塑像                | 布魯塞爾                     | 欧洲联盟委员会         | 歐洲和平的整合 |      |
| 沃特頓-冰川國際和平公園 | 加拿大艾伯塔省，美國蒙大拿州 | 非營利組織             | 世界和平 |      |
| 和平紀念碑              | 香港中環遮打道               | 非營利組織             | 紀念兩次大戰殉難者 |      |
| 二二八和平紀念碑        | 臺灣臺北市二二八和平公園     | 二二八事件紀念基金會   | 悼念受難者、撫平族群傷痛、緬懷歷史教訓 |      |
| 斯里阿曼行動紀念碑      | 斯里阿曼（入口）             | 馬來西亞砂拉越邦古晉市 | 紀念1973年10月21日時任砂拉越共產黨第二分局總書記黃紀作與時任砂拉越首席部長拉曼耶谷在Rumah Sri Aman簽署《斯里阿曼和平宣言》（又稱斯里阿曼《和平備忘錄》） |      |

## 和平與衝突研究
和平與衝突研究是一門確認及分析暴力及非暴力行為的學科，也研究造成暴力及非暴力社會衝突的機制。和平學是其中的一個變體，是探討如何避免及解決衝突的科际整合研究，和平學恰好與戰爭研究相反，後者是研究如何在衝突中有效的獲得勝利。與和平與衝突研究有關的學科有：政治學、地理學、經濟學、心理學、社會學、國際關係、地理、人類學、宗教研究及性別研究等。

## 参看
- 天主教和平傳統（英语：Catholic peace traditions）
- 創意建設和平（英语：Creative peacebuilding）
- 和平紀念日
- 國際和平日
- 和平运动
- 和平主义
- 反战
- 全球化
- 论永久和平
- 国际关系现实主义
- 权力平衡
- 现实政治
- 相互保证毁灭
- 民主和平论
- 和平主义
- 全球和平指數
- 非暴力
- 不合作运动
- 世界和平
- 诺贝尔和平奖
- 和平發展
- 和平教育
- 調解者（英语：Peace makers）
- 和平人士列表（英语：List of peace activists）
- 以和平為主的地名列表（英语：List of places named after peace）
- 道德合一（英语：Moral syncretism）
- 伊斯蘭哲學中的和平（英语：Peace in Islamic philosophy）
- Peace One Day（英语：Peace One Day）
- 維和
- 衝突
- 暴力
- 战争
- 世界战争列表
- 結構性暴力
- Sulh（英语：Sulh）
- 阻戰者（英语：War resister）